# Hipparchia hebitis
Hipparchia hebitis är en fjärilsart som beskrevs av Rothschild 1917. Hipparchia hebitis ingår i släktet Hipparchia och familjen praktfjärilar. Inga underarter finns listade i Catalogue of Life.